# Fundació Andreu Nin
La Fundació Andreu Nin és una institució cultural espanyola creda en 1987 per difondre la memòria dels sectors del marxisme opositors a l'estalinisme, i sobretot la figura del Partit Obrer d'Unificació Marxista.
Ha desenvolupat una reconeguda labor de difusió i té un esperit d'amplitud política per la qual s'ha guanyat el respecte de diversos moviments revolucionaris antistalinistes, marxistes renovadors i llibertaris. La fundació rep el nom d'Andreu Nin, dirigent del POUM assassinat al juny de 1937 per agents de la Komintern.